# 古海五月
古海 五月（ふるみ さつき、旧姓：原田、1963年5月26日 - ）は、長崎県出身の女子バスケットボール選手・指導者である。現役時代は共同石油（現・ENEOSサンフラワーズ）でプレー。バスケットボール女子日本代表アシスタントコーチも務めた。

## 来歴
豊玉高校2年時に鶴鳴女子高（現:長崎女子高校）の監督だった山崎純男の誘いを受けて転校。卒業後は鶴鳴女子高の元監督である中村和雄が監督を務める共同石油に入社。日本リーグ優勝3度、オールジャパン優勝3度経験。リーグMVPも2度獲得した。
全日本でも6年に渡って選ばれ、4年間主将を務めた。
1990年に共石退社後は徳島に移り、北島CR・クラブに所属。全日本クラブ選手権4連覇や国体連覇の輝かしい成績を残す。共石時代でもチームメイトであったカトリーナ・マックレインともプレーした。
引退後はスポーツ用品販売会社の代表取締役を務め、2000年に独立。一方でバスケットボールクリニックを主宰し後進の指導に当たる一方、四国放送ラジオのパーソナリティも務めた。
2009年、JALラビッツコーチに就任。
2010年、日本代表アシスタントコーチに就任。現役時代は果たせなかった世界選手権にコーチとして出場。
2014年、バスケットボール男子日本代表アシスタントコーチに就任。
2人の女児の母親でもある。

## 経歴
- 鶴鳴女子高 - 共同石油（1982年〜1990年）

## 日本代表歴
- 1984年アジア選手権
- 1986年アジア選手権
- 1986年アジア競技大会
- 1988年アジア選手権
- 1990年アジア選手権

## 受賞歴
- 日本リーグMVP受賞2回
- 日本リーグベスト5受賞4回
- 日本リーグ3ポイント賞

## 参考資料
1. ↑  中村和雄『攻撃バスケットボール 技術と練習法』成美堂出版、1991年。ISBN 4-415-01235-3。
2. ↑  【日本代表】長谷川ジャパンのビッグママ『小鉄』こと、古海 五月ＡＣ